# Ben Howard
Pour les articles homonymes, voir Howard.
Ben Howard de son vrai nom Benjamin John Howard est un auteur-compositeur-interprète britannique né le 24 avril 1987 à Londres en Angleterre.

## Éducation
Ben a été élevé par une mère bijoutière et un père architecte qui aiment la musique et qui l'ont fait baigner dans la musique d'artistes des années 1960 et 1970, tels que Joni Mitchell, Van Morrison, Richie Havens, Simon and Garfunkel, et le guitariste John Martyn, qui ont eu une grande influence sur lui.
À l'âge de 11 ans, Howard jouait à la guitare avec sa sœur et une de ses copines, India Bourne, qui reste aujourd’hui une grande collaboratrice de Howard, jouant avec Howard en live et dans les enregistrements studios.
Ben est allé à King Edward VI Community College à Totnes puis à Torquay Boys' Grammar School, avant d'étudier le journalisme à University College Falmouth. Il a cessé ses études après six mois afin de se lancer dans la musique.

## Carrière
Avant de signer un contrat, Howard a sorti trois EP, Games in the Dark, These Waters, qui contient "The Wolves", et Old Pine EP qui contient "Old Pine".
En 2010 il a notamment fait les premières parties du duo Australien Angus & Julia Stone.
Ben Howard signe en 2011 un contrat avec Island Records,, ce choix est dû aux liens du label avec les artistes Nick Drake et John Martyn.
Après la sortie de deux singles, "The Fear" et "Keep Your Head Up", Ben Howard sort son premier album en 2011, Every Kingdom.
Le 1er album de Ben Howard est distribué en France par Tôt ou Tard (Sorti le 24 octobre 2011).
Il existe une version standard CD simple de cet album et une édition limitée avec CD et DVD bonus.

### Nominations
| Année | Award         | Catégorie                              | Résultat   |
| ----- | ------------- | -------------------------------------- | ---------- |
| 2012  | Mercury Prize | The best album from the United Kingdom | Nomination |
| 2013  | Brit Awards   | British Male Solo Artist               | Lauréat    |
| 2013  | Brit Awards   | British Breakthrough Act               | Lauréat    |

## Télévision
En novembre 2013, on peut entendre sa chanson Oats in the Water à deux reprises dans l'épisode numéro 5 de la quatrième saison de la série américaine The Walking Dead. Elle est aussi la musique de la vidéo de lancement du jeu vidéo The Witcher 3: Wild Hunt du studio polonais CD Projekt. On peut également entendre Oats in the Water dans le premier épisode de la troisième saison de la série américaine The Following.
En février 2012, sa chanson Promise a été utilisée à la fin de l'épisode 12 de la saison 8 de la série Dr House.
En mars 2012, son label Tôt ou Tard s'est associé à France 2 pour sa nouvelle série policière Antigone 34. Au cours de l'épisode 6 diffusé le vendredi 6 avril, la chanson The Wolves a été utilisée.
En 2013, sa chanson Black Flies est présente dans le jeu vidéo Life Is Strange.
En mars 2014, sa chanson Promise est présente dans l'épisode pilote de la série The 100 intitulé L'Exil.
En mai 2016, sa chanson Small Things est présente dans l'épisode quatre de la deuxième saison de Sense8 intitulé Polyphony.
En août 2016, sa chanson End of the Affair a été utilisée à la fin de l'épisode 6 de la saison 3 de la série Power.

## Technique de jeu de guitare
Howard a un style de jeu peu commun, alternant avec sa main gauche (Howard est gaucher) percussion et arpège, aussi appelé "pick and go". Il utilise extensivement les accordages alternatifs rares, notamment avec l'accordage CGCGGC dans Every Kingdom (Everything, Old Pine...). Ces techniques reflètent le style du guitariste John Martyn, une grande influence de Howard.
Sa façon de jouer avec la guitare posée à plat sur les genoux a été influencée par le guitariste anglais John Smith.